# Ametys CMS
Ametys es un sistema de gestión de contenidos (CMS) de software libre y de código abierto escrito en Java. Está basado en el estándar  de almacenamiento de contenidos OpenSocial para la representación de gadgets y un framework orientado a XML. Ha sido diseñado principalmente para soportar websites corporativos, blogs, intranets y extranets en el mismo servidor.
Hacia mayo del 2012 Ametys afirmaba que era utilizado para operar más de 30.000 sitios webs. Para ello, utiliza JAVA y funciona sobre toda plataforma informática capaz de utilizar un ambiente Java y un servidor de aplicaciones.

## Historia
Ametys fue creada en 2003 por expertos en el uso de Java y en la elaboración de websites, luego Anyware Services (con sede en Francia) lo hizo evolucionar hasta alcanzar el nivel de un CMS de código abierto profesional hacia el 2009. 
Desde el año 2005 Ametys viene trabajando en educación universitaria, en componentes específicos para uPortal y en proyectos Jasig. Ametys creció mediante la colaboración de la comunidad de desarrolladores, usuarios e integradores.
La versión descargable incluye la autentificación de los usuarios a través de LDAP y CAS y un editor administrador de edición llamado WYSIWYG. La versión Ametys CMS 3.4 se liberó para su uso en agosto de 2012 con varias mejoras tales como nuevos plugins para contenidos generados por los propios usuarios, glosarios, FAQ y gestión de blogs.

## Usuarios
Ametys CMS es utilizado principalmente por grandes empresas e instituciones públicas tales como:
- Industrias - Por ejemplo industrias farmacéuticas sitios web que utilizan Ametys según Wappalyzer
- Universidades. Ametys es utilizado por más de 20 universidades entre las cuales se incluye París Sorbonne.
- La administración pública

## Módulos
Entre las características con que cuenta Ametys se destacan:
- Plataforma multi-sitio y multilingüe.
- Edición front-end
- Sindicación de RSS
- Sistema para gestión de bibliotecas de documentos, Alfresco
- Integración LDAP
- Herramientas web: comentarios, botones de acciones, integraciones del Twitter-feed y OpenSocial gadgets
- Blogs y wikis
- Gestión de boletín periódico
- Sistema para gestión de planillas web
- Gestión de encuestas en línea.
- Mapas.